# Maloqorebar
Maloqorebar war eventuell ein nubischer König, der am Ende des dritten nachchristlichen Jahrhunderts regierte.
Maloqorebar ist bisher nur von einer meroitischen Inschrift aus Philae bekannt, die in den besagten Zeitraum datiert. Dort erscheint eine Person Maloqorebar die als König bezeichnet wird. Hinter dem Namen befindet sich nämlich das Wort qoret. Qore ist das meroitische Wort für König. Die Deutung der 't'-Endung in qoret ist allerdings unbekannt und es ist sogar angezweifelt worden, dass Maloqorebar ein Personenname ist.